# Lucette Moreau
Lucette Moreau, född 17 januari 1956, är en friidrottare från Kanada. Hon deltog vid olympiska sommarspelen 1976.